# Nikolai Nóssov
Nikolai Nikolàievitx Nósssov (rus: Никола́й Никола́евич Но́сов, ucraïnès: Мико́ла Микола́йович Но́сов Mikola Mikolàiovitx Nóssov; 23 de novembre [C.J. 10 de novembre] de 1908 a Kíiv – 26 de juliol de 1976 a Moscou) fou un escriptor de literatura infantil soviètic, autor d'una sèrie de contes còmics, una novel·la escolar i la popular trilogia de contes de fades sobre les aventures de Neznaika i els seus amics.

## Primers anys
N.N. Nóssov va néixer al sí d'una família d'artistes de varietats. De 1927 a 1929 va ser estudiant de l'Institut d'Art de Kíev, des d'on es va traslladar a l'Institut de Cinematografia de Moscou, del qual es va graduar el 1932.

## Carrera
Durant la Gran Guerra Patriòtica, Nóssov es va dedicar a dirigir pel·lícules educatives militars-tècniques per a l'Exèrcit Roig, per la qual cosa fou guardonat amb l'Orde de l'Estrella Roja el 1943.
Des de 1938, havia començat a escriure contes infantils, però es convertí en escriptor professional només després de la Segona Guerra Mundial. El primer conte de Nóssov, publicat el 1938, es titulava Zateiniki rus: Затейники "estafadors". A continuació, es va publicar altes contes: "El barret viu", rus: Живая шляпа Jibaia xliapa, "Jardiners" rus: Огородники Ogoródniki, "Somiadors", rus: Фантазёры Fantazori i d'altres. Aquestes històries van ser incloses en la primera col·lecció de Nóssov, titulatda "Tuk-tuk-tuk", del 1945.Un any més tard, l'editorial "Detguiz" va publicar la següent col·lecció d'històries de Nóssov - "Graons", rus: Ступеньки Stupenki.
El mateix Nikolai Nikolàievitx deia que va començar a escriure per a nens per accident: al principi, simplement, li expliacava contes de fades al seu petit fill i als seus amics. "A poc a poc, em vaig adonar que escriure per a nens és el millor treball, requereix molts coneixements, i no només literaris...".
Nikolai Nikolàievitx estava interessat en la psicologia dels nens; creia que "els nens haurien de ser tractats amb el respecte més gran i de manera molt càlida"; probablement per això els seus llibres van trobar una resposta tan tan satisfactòria entre el públic infantil.
El 1947 es va publicar la col·lecció "Històries divertides" rus: Весёлые рассказы Vessólie rasskazi. Va assolir també gran popularitat per les seves novel·les per a adolescents, com ara "Família divertida" rus: Весёлая семейка Vessolaia semeika (1949), "Diari de Kolia Sinitsin" rus: Дневник Коли Синицына Dnevnik Koli Sinitsyna (1950) i "Vitia Maléiev a l'escola i a casa" rus: Витя Малеев в школе и дома Vitia Maléiev v shkole i doma (1951). El 1952, Nikolai Nosov va rebre el Premi Stalin de tercer grau per escriure la història "Vitia Maleiev a l'escola i a casa". El 1954, prenent com a basa aquesta història, es va rodar una pel·lícula infantil titulada "Dos amics" rus: Два друга Dva druga.
El 1953 es va publicar una col·lecció de contes titulada "Sobre el turó" rus: На горке Na gorke, el 1956 - "Fet i amagar" rus: Прятки Priatki i el 1958: "Històries i novel·les divertides" rus: Весёлые рассказы и повести Vessólie rasskazi i povesti.
Les obres més conegudes de Nóssov i les més estimades pels seus lectors són els contes de fades sobre Nezkaia rus: Незнайка, traduïble per "No sé res" El primer d'ells - un conte de fades "Vítnik, Xpúntik i una aspiradora" rus: Винтик, Шпунтик и пылесос Vintik, Xpúntik i pilessós. A continuació, va escriure la famosa trilogia que inclou el conte "Les aventures de Nezkaia i els seus amics" rus: Приключения Незнайки и его друзей Prikliutxénia Neznaiki i iego druzei (1953-1954), "Nezkaia a la Ciutat del Sol" rus: Незнайка в Солнечном городе Nezkaia v Solnétxnom gorode (1958) i "Nezkaia a la Lluna" rus: Незнайка на Луне Nezakia v Lune (1964 a 1965). La novel·la-conte amb elements de ciència-ficció i sàtira política i distòpica "Nezkaia ala lluna" va ser qualificada pels economistes com un dels llibres de text més sensibles i accessible sobre economia política. A partir d'aquesta història es pot entendre molt bé que és la publicitat, una societat anònima, la venda de diaris, la vaga, l'atur, el mercat de valors, el que són les relacions de mercat i el que en realitat defensa la policia.
Va rebre el Premi estatal de la RSFSR el 1969 per la trilogia sobre Neznaika.
L'escriptor també és autor d'un treball autobiogràfic, "Història sobre el meu amic Ígor" rus: Повесть о моём друге Игоре Povest o moiom drugue Igore (1971-1972) i un memòria narrativa "Misteri al fons del pou" rus: Тайна на дне колодца Taina na dne kolodtsa (1977), publicat després de la seva mort.
Nikolai Nóssov va morir a Moscou el 26 de juliol de 1976. Va ser enterrat al cementiri de Kuntsevo, a Moscou